# Frédéric Vercheval

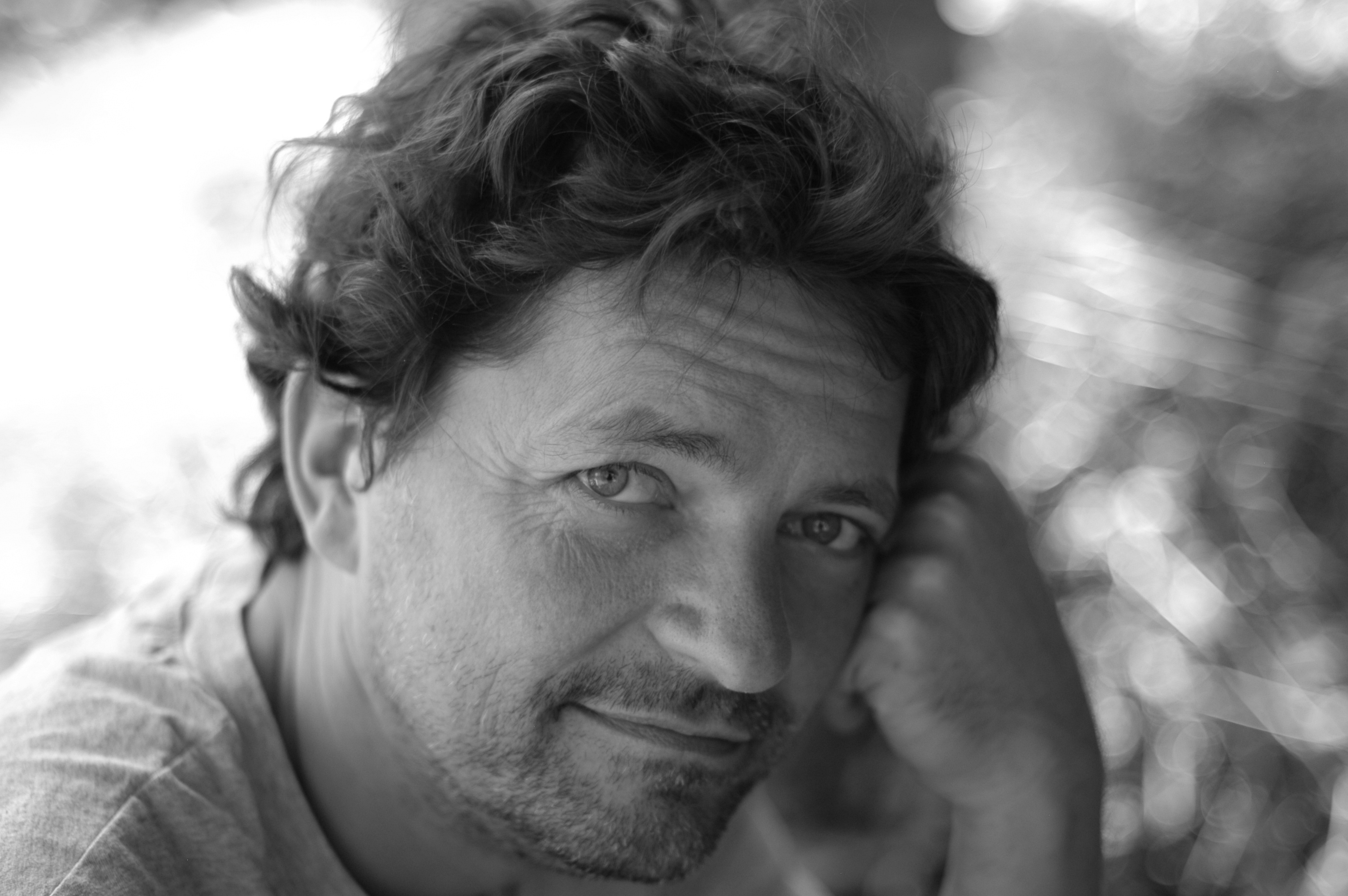
Frédéric Vercheval (2016)

Frédéric Vercheval (* 1968 in Brüssel) ist ein belgischer Komponist.

## Leben
Frédéric Vercheval spielt seit seinem achten Lebensjahr Piano und studierte Musik am Jazzstudio in Antwerpen. Seit Anfang der 1990er Jahre zeigte er sich als hauptverantwortlicher Filmkomponist für mehr als 40 Film- und Fernsehproduktionen zuständig. Bisher wurde er mit seiner Arbeit zu den Filmen Krach, Nicht mein Typ, Melodys Baby, Das ist unser Land! und Duelles fünf Mal für den belgischen Filmpreis Magritte für die Beste Musik nominiert. Ausgezeichnet wurde er dabei für Duelles, für den er auch eine Auszeichnung beim World Soundtrack Award 2019 entgegennahm.

## Filmografie (Auswahl)
- 2009: Diamond 13 (Diamant 13)
- 2010: Krach
- 2014: Melodys Baby (Melody)
- 2014: Nicht mein Typ (Pas son genre)
- 2017: Das ist unser Land! (Chez nous)
- 2017: Das Mädchen, das lesen konnte (Le semeur)
- 2018: Die letzten 76 Tage der Königin Marie Antoinette (Ils ont jugé la reine)
- 2018: Duelles
- 2021: Gib mir Dein Leben (La place d'une autre)
- 2023: Green Border (Zielona granica)